# Spermophilus
Spermophilus é um gênero de roedores da família Sciuridae, conhecidos vulgarmente por esquilos-do-campo, ou espermófilos. Parecem-se com tâmias mas têm a cauda maior, e vivem em galerias subterrâneas.

## Espécies
- Spermophilus adocetus (Merriam, 1903)
- Spermophilus alashanicus Büchner, 1888
- Spermophilus annulatus Audubon & Bachman, 1842
- Spermophilus armatus Kennicott, 1863
- Spermophilus atricapillus Bryant, 1889
- Spermophilus beecheyi (Richardson, 1829)
- Spermophilus beldingi Merriam, 1888
- Spermophilus brevicauda Brandt, 1843
- Spermophilus brunneus (Howell, 1928)
- Spermophilus canus Merriam, 1898
- Spermophilus citellus (Linnaeus, 1766)
- Spermophilus columbianus (Ord, 1815)
- Spermophilus dauricus Brandt, 1843
- Spermophilus elegans Kennicott, 1863
- Spermophilus erythrogenys Brandt, 1841
- Spermophilus franklinii (Sabine, 1822)
- Spermophilus fulvus (Lichtenstein, 1823)
- Spermophilus lateralis (Say, 1823)
- Spermophilus madrensis (Merriam, 1901)
- Spermophilus major (Pallas, 1778)
- Spermophilus mexicanus (Erxleben, 1777)
- Spermophilus mohavensis Merriam, 1889
- Spermophilus mollis Kennicott, 1863
- Spermophilus musicus Ménétries, 1832
- Spermophilus pallidicauda Satunin, 1903
- Spermophilus parryii (Richardson, 1825)
- Spermophilus perotensis Merriam, 1893
- Spermophilus pygmaeus (Pallas, 1778)
- Spermophilus ralli (Kuznetsov, 1948)
- Spermophilus relictus (Kashkarov, 1923)
- Spermophilus richardsonii (Sabine, 1822)
- Spermophilus saturatus (Rhoads, 1895)
- Spermophilus spilosoma Bennett, 1833
- Spermophilus suslicus (Güldenstaedt, 1770)
- Spermophilus taurensis Gündüz et al., 2007
- Spermophilus tereticaudus Baird, 1858
- Spermophilus townsendii Bachman, 1839
- Spermophilus tridecemlineatus (Mitchill, 1821)
- Spermophilus undulatus (Pallas, 1778)
- Spermophilus variegatus (Erxleben, 1777)
- Spermophilus washingtoni (Howell, 1938)
- Spermophilus xanthoprymnus (Bennett, 1835)